# Othon de Saint-Blaise
Othon de Saint-Blaise est un moine bénédictin alémanique et chroniqueur médiéval actif entre la fin du XIIe siècle et le début du XIIIe siècle.
On ne sait rien de sa vie. Son identification avec l'abbé Othon du monastère bénédictin de Saint-Blaise (élu en 1222, mort en 1223) reste pure spéculation.
On attribue à Othon la Chronique de Saint-Blaise, texte latin qui est une continuation de l’Historia de duabus civitatibus d’Othon de Freising (au-delà du livre 8 de la chronique) et recouvre les événements de la période 1146 à 1209, l'année du couronnement d'Othon IV. L'auteur, qui manifeste une solide culture latine, ne paraît favoriser ni le parti des Hohenstaufen, ni celui des Guelfes.
Jusqu'à l'année 1160, ses sources sont Othon de Freising et son continuateur Rahewin ; les sources des décennies postérieures sont plus difficiles à identifier, mais elles sont de qualité comme en témoigne son récit des événements de Souabe ou de la campagne d'Italie d'Henri IV. Quoique sa Chronique offre des informations de première importance sur l'histoire du Saint-Empire romain germanique de la fin du XIIe siècle et du début du XIIIe siècle, elle a été largement ignorée des historiens postérieurs.

## Œuvres
- (de) Franz-Josef Schmale (dir.) (trad. du latin), Die Chronik Ottos von St. Blasien und die Marbacher Annalen, vol. 18a, Darmstadt, Wissenschaftliche Buchgesellschaft, coll. « Ausgewählte Quellen zur deutschen Geschichte des Mittelalters », 1998, 275 p. (ISBN 3-534-01419-7) (édition bilingue latin-allemand).